# Paradisier
Pour les articles homonymes, voir Oiseau de paradis.
Taxons concernés
- la famille des  Paradisaeidae
- la famille des Cnemophilidae
- dans la famille des Meliphagidae
  - espèce Macgregoria pulchra
- le genre Melampittamodifier

Le terme paradisier, ou oiseau de paradis, est un nom ambigu en français. Il désigne principalement les espèces de passereaux de la famille des Paradisaeidae. Néanmoins, au gré des changements de taxinomie, ce nom désigne aussi des espèces qui ne font plus partie des Paradisaeidae.

## Histoire
Les premiers spécimens récoltés par les scientifiques européens l'ont été, lors du voyage de Fernand de Magellan, via des commerçants autochtones qui enlevaient les pattes et les ailes pour les revendre par ailleurs comme ornement. Les scientifiques ont cru que ces oiseaux sans pattes passaient leur vie dans les airs et qu'ils se nourrissaient de rosée. Le nom scientifique de l'espèce type du groupe des Paradisaeidae, c'est-à-dire Paradisaea apoda et qui signifie sans pied, témoigne de cette pratique.

## Espèces concernées actuellement
Les noms normalisés d'espèces sont ceux du CINFO (màj 2009), la classification taxinomique est celle du Congrès ornithologique international (version 2.3, 2009). Par ordre alphabétique :
- Paradisier à bec blanc – Drepanornis bruijnii
- Paradisier à gorge noire – Astrapia nigra
- Paradisier à queue courte – Paradigalla brevicauda
- Paradisier à rubans – Astrapia mayeri
- Paradisier bleu – Paradisaea rudolphi
- Paradisier caronculé – Paradigalla carunculata
- Paradisier corvin – Lycocorax pyrrhopterus
- Paradisier d'Albertis – Drepanornis albertisi
- Paradisier d'Entrecasteaux – Manucodia comrii
- Paradisier d'Helena – Parotia helenae
- Paradisier de Berlepsch – Parotia berlepschi
- Paradisier de Carola – Parotia carolae
- Paradisier de Goldie – Paradisaea decora
- Paradisier de Guillaume – Paradisaea guilielmi
- Paradisier de Jobi – Manucodia jobiensis
- Paradisier de Keraudren – Phonygammus keraudrenii
- Paradisier de Lawes – Parotia lawesii
- Paradisier de Meyer – Epimachus meyeri
- Paradisier de Raggi – Paradisaea raggiana
- Paradisier de Rothschild – Astrapia rothschildi
- Paradisier de Stéphanie – Astrapia stephaniae
- Paradisier de Victoria – Ptiloris victoriae
- Paradisier de Wahnes – Parotia wahnesi
- Paradisier de Wallace – Semioptera wallacii
- Paradisier du Prince Albert – Pteridophora alberti
- Paradisier fastueux – Epimachus fastuosus
- Paradisier festonné – Ptiloris paradiseus
- Paradisier gorge-d'acier – Ptiloris magnificus
- Paradisier grand-émeraude – Paradisaea apoda
- Paradisier grondeur – Ptiloris intercedens
- Paradisier magnifique – Diphyllodes magnificus
- Paradisier multifil – Seleucidis melanoleucus
- Paradisier noir – Manucodia ater
- Paradisier petit-émeraude – Paradisaea minor
- Paradisier républicain – Diphyllodes respublica
- Paradisier rouge – Paradisaea rubra
- Paradisier royal – Cicinnurus regius
- Paradisier sifilet – Parotia sefilata
- Paradisier splendide – Astrapia splendidissima
- Paradisier superbe – Lophorina superba
- Paradisier vert – Manucodia chalybatus

## Espèces autrefois concernées

### D'après le CINFO (1993)
- Paradisier de Loria – Cnemophilus loriae
- Paradisier huppé – Cnemophilus macgregorii
- Paradisier soyeux – Loboparadisea sericea
- Paradisier de Macgregor – Macgregoria pulchra

### D'après Avibase
- Paradisier-flûtiste de Nouvelle-Guinée – Melampitta gigante
- Paradisier-flûtiste lugubre – Melampitta lugubris

## Dans la culture
- Les paradisiers (birds of paradise en anglais) sont fréquemment évoqués dans le roman The Birds of Paradise de l'écrivain britannique Paul Scott (1962). Ainsi, le héros se rend à plusieurs reprises dans l'État princier indien fictif de Jundapur, où il découvre, dans le jardin du palais, une cage remplie de paradisiers. De même, chaque début des quatre livres composant le roman commence avec un extrait de livres parlant de ces oiseaux, comme le recueil de poèmes The Flowering Moment de Wrey Gardiner (en).
- Une silhouette de paradisier figure sur le drapeau de la Papouasie-Nouvelle-Guinée.

## Autres liens